# Alonso Sarmiento de Sotomayor y Figueroa
Alonso Sarmiento de Figueroa Sotomayor fue gobernador del Paraguay entre 1659 a 1662.
En 1660 el gobernador emprendió un recorrido por las principales poblaciones de la provincia de esa época, con el fin de repararlas y fortificarlas. En ese recorrido, destituyó al cacique Yaguariguai por sospechas, del poblado de Arecayá. Como consecuencia, los guaraníes se sublevaron contra el gobernador matando e hiriendo a sus soldados que los acompañaban. Sarmiento se refugió en una iglesia de ese pueblo y resistió ahí por cinco días, al levantarse el cerco inició una represalia contra los cabecillas de la rebelión y exilió a las personas de ese pueblo. Años después Sarmiento se dispuso a emprender campañas semejantes, sin embargo el rey desaprobó el exilio de los naturales de Arecayá y por una ordenanza del 25 de noviembre de 1662 expedida por el rey, fue destituido, apresado y enjuiciado por el oidor de la audiencia de Buenos Aires don Pedro de Rojas y Luna. 
| Predecesor: Juan Antonio Blázquez de Valverde | Gobernador del Paraguay 1659 - 1662 | Sucesor: Juan Diez de Andino |